# Caroline Winberg
Maria Caroline Winberg, född 27 mars 1985 i Sollentuna, är en svensk fotomodell. 

## Biografi
Caroline Winberg växte upp i Edsberg i Sollentuna kommun och spelade i AIK:s flicklag i fotboll och var med att vinna Sankt Erikscupen vid två tillfällen. Hon studerade två år naturvetenskaplig linje på Rudbecksskolan. Hon blev upptäckt som 15-åring av modellscouten Cesar Wintland i tunnelbanan på väg till sin fotbollsträning.
Winberg har varit internationellt verksam och bland annat figurerat på tidskriften Vogues omslag och gjort reklamkampanjer för Versace, Armani, Chloé, Valentino och Dolce & Gabbana och blev tidigt en av världens bäst betalda fotomodeller. År 2013 och 2014 var hon programledare för den sjätte respektive sjunde säsongen av Top Model Sverige.
År 2014 sommarpratade hon i programmet Sommar i P1 i Sveriges Radio. 
Winberg bor i Stockholm efter att i många år varit bosatt utanför Sverige. Tillsammans med Wynton Fauré har hon en son född 2015.

## Filmografi
- 2011 – Limitless
- 2016 – Take Down
- 2017 – Wonder Woman